# Hoben (Wesermarsch)
Hoben wird heute ein Zuggraben in der Wesermarsch im niedersächsischen Landkreis Wesermarsch genannt, der in südlicher Richtung vom Beckumer Sieltief abzweigt. Im Süden endet dieser Wasserzug in der Nähe einer Straße mit dem Namen Hoben in der Gemeinde Stadland. Westlich des Zuggrabens liegt der „Meliorationsbezirk Hoben West und Ost“, der als „Meliorationsbezirk VI“ zur „Stadlander Sielacht“ gehört.
Durch das Gebiet des nördlich des Strohauser Sieltiefs gelegenen Alten Hobens soll in Zukunft die „Küstenautobahn“ A 20 von Westerstede über Bremerhaven nach Stade verlaufen. Das Planfeststellungsverfahren für diesen Abschnitt der A 20 wurde am 28. September 2012 eingeleitet.

## Geschichte

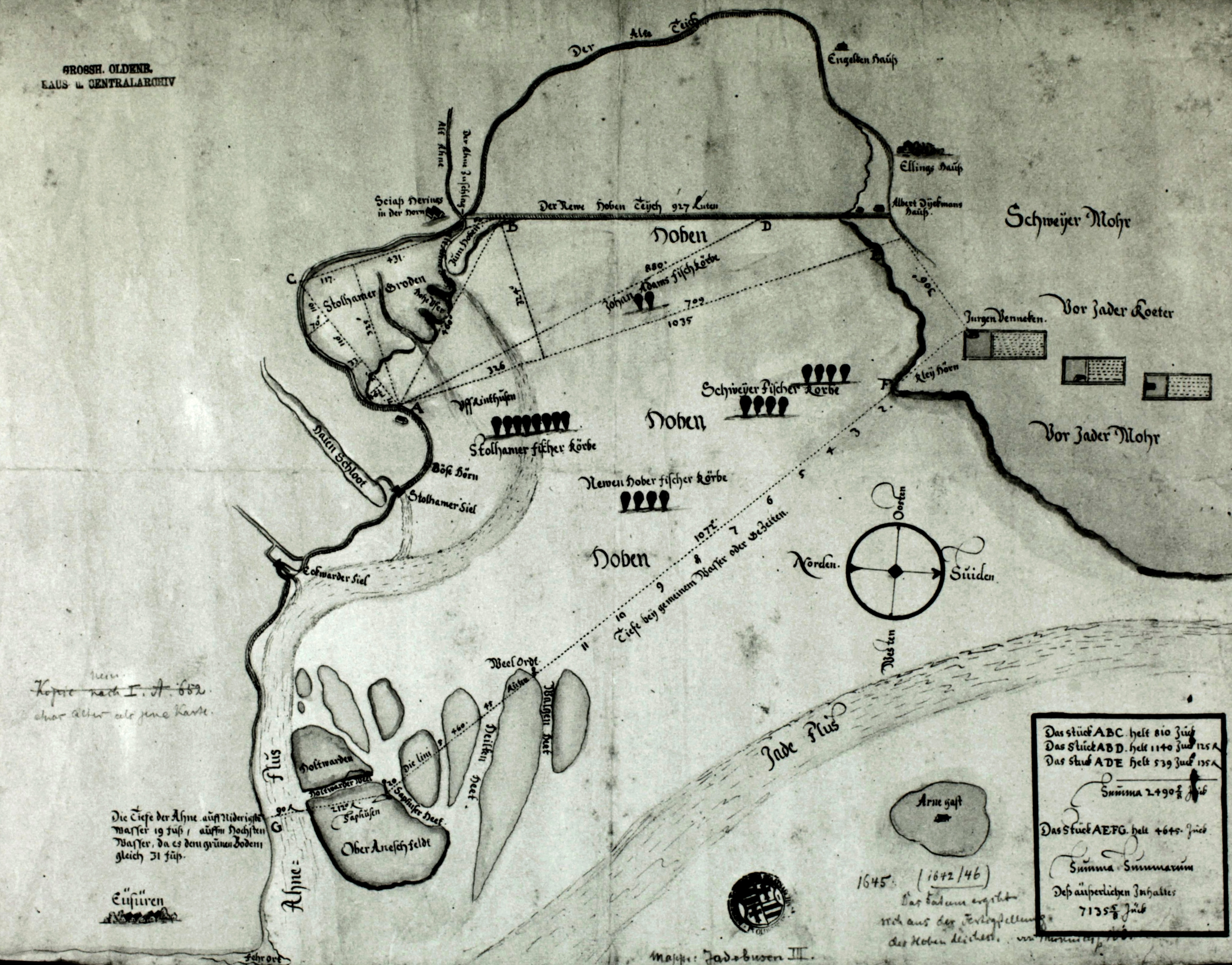
Die Moorreste in Gestalt der Oberahneschen Felder im Jadebusen (im Nordwesten der Karte) und der Groden Hoben (im Osten) nach der Eindeichung des „Neuesten Hobens“ (1645)

Der Name „Hoben“ geht auf Hochmoorgebiete zurück, die im Mittelalter östlich der Jade lagen und bei Sturmfluten vom Nordseewasser angehoben wurden. Im Laufe der Zeit brachen die Ränder dieser Moore ab und sie zerfielen zu Inseln im Jadebusen, der sich im Verlauf mehrerer schwerer Sturmfluten bildete. Ein letztes Überbleibsel dieses nicht eingedeichten Moores stellt das Schwimmende Moor bei Sehestedt dar.
Bis 1511 wurde ein großer Teil der Wesermarsch überflutet. In dieser Zeit ging die Bezeichnung Hoben auf den nordwestlichen Abschnitt des Lockfleths über, einen Tidestrom, der den Jadebusen mit der Weser verband und das Stadland zu einer Insel im damaligen Weserdelta machte. Ab dem 16. Jahrhundert wurde der Tidestrom Hoben von Süden her eingedeicht. Die so gewonnenen Groden erhielten die Bezeichnungen Alter Hoben, Neuer Hoben und Neuester Hoben. Die Besonderheit der Hobengebiete mit ihrem sehr schweren Boden bestand bis 1848 darin, dass sie nicht „bauerpflichtig“ waren, sondern als „adelig freies Land“ von Domänen des Grafen von Oldenburg bewirtschaftet wurden.